# 中国建筑国际集团

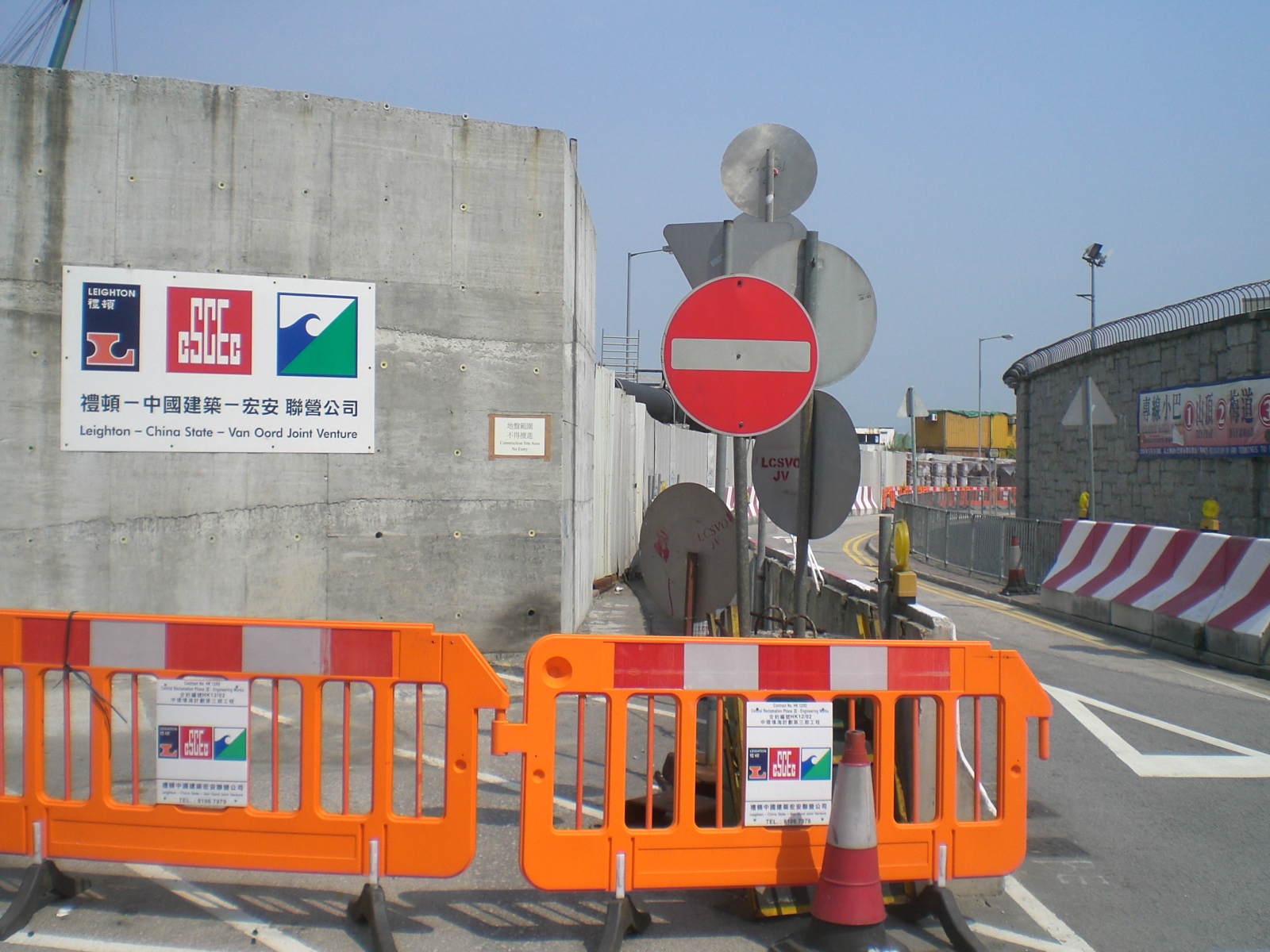
中國建築的一個聯營中環及灣仔填海計劃

中國建築國際集團有限公司（China State Construction International Holdings Limited，CSCI，港交所證券代碼港交所：3311）是一家中華人民共和國資本在香港交易所上市的建築公司，是中國海外集團的子公司。它的業務包括承接香港政府及公營機構的物業發展、土木工程、項目管理及基礎建設項目。 
中國建築國際集團有限公司在開曼群島註冊，香港地址在灣仔軒尼詩道139號中國海外大廈。中國建築國際董事會主席兼行政總裁為周勇先生。
2009年9月8日，中國建築國際集團以850萬港元的代價，收購艾銘建築（國際）有限公司。艾銘建築（國際）有限公司主營業務為香港的房屋以及土木建築，擁有香港工務局頒發的“道路和渠務”以及“土地平整”兩張C級建築牌照。

## 歷年牽涉弊案

### 採用舊版預製件事件
由中國建築承建的天盛苑C、D座，於興建時被揭發並無採用合約規定的第三代半和諧式大廈組件，而是較舊的第三代組件。事後，中國建築被罰暫停投標三個月。

### 天富苑偷步打樁及短樁案
由中國建築負責地基工程的天富苑聚富、賢富、偉富及能富閣，被房署揭發在打入正式樁柱後才打試樁；及後，前兩座又被揭發涉及短樁，事後需進行補救工程。

### 使用不合格建材醜聞
由中國建築負責承建的石蔭邨勇石樓，於2000年被房署揭發使用不合格的建材，以及已被禁用的半乾濕英泥沙地台。其後，事件轉介至廉署，並有16人（包括中國建築及建築師樓職員）因涉貪被捕。

### 食水含鉛醜聞
由中國建築負責承建的啟晴邨，於2015年鬧出食水合鉛量超標的風波。矛頭直指負責部分水喉工程的分判商何標記建築工程有限公司，懷疑焊接水喉時使用違規物料；分判商則指部分喉管已藏於中國大陸製的預製安裝組件之內，質疑房屋署收貨時未有核實。

## 主要項目發展
以下部分工程以中國海外房屋工程有限公司名義承建，但仍懸掛中國建築標誌。

### 住宅
- 田灣邨
- 利東邨1期
- 東頭邨2期
- 朗屏邨3期
- 景明苑
- 牛頭角上邨重建第1期
- 牛頭角下邨二區拆卸工程
- 首批新居屋尚翠苑及青俊苑（入伙時驗出食水含鉛）
- 啟晴邨（涉及鉛水事件）
- 水泉澳邨
- 運頭塘邨地基工程
- 鳳德邨2期（鳳鑽苑、雪鳳、銀鳳樓及斑鳳樓）及鳳禮苑
- 慈愛苑1-2期及慈樂邨1期
- 葵涌邨4期
- 慈民邨連慈安苑安欣閣
- 翠屏邨重建第4-6及第8期寶珮苑
- 寶珮苑
- 紅磡邨重建第2期
- 小西灣邨第2及3期
- 愉景灣第15期悅堤
- 日出康城第2期領都A、B部分、第7期、第9期（與金門建築聯營）、第10期
- 名城第1期
- 天賦海灣第1、2及4期逸瓏灣
- 利安邨2期錦龍苑地基工程
- 利安邨3期地基及上蓋工程
- 天耀邨2期
- 天盛苑C至F座（E座盛勤閣在入伙十多年後出現石屎崩塌）
- 天頌苑M至P座
- 錦泰苑D至G座
- 天富苑3、4期地基工程
- 錦駿苑地基工程
- 啟德一號（中國海外項目）
- 嘉御山
- 暉明邨地基工程（因工期嚴重延誤而被中止合約）
- 尚德邨
- 曉麗苑2期
- 前曉琳苑德琳、顯琳及綺琳閣（因停售居屋併入寶達邨）
- 黃大仙上邨1期
- 何文田站上蓋項目第1期地基工程
- 旭禾苑
- 石蔭邨（涉及使用不合格建材貪污案）
- 青富苑
- 鳳庭苑
- 清河邨第2期（接手續建）
- 菁田邨
- 清濤苑（清河邨4期）
- 高宏苑（鯉魚門邨4期）
- 白田邨第13期拆卸及地基工程
- 美東邨美仁樓及較舊部分重建
- 錦上路1號地盤公屋
- 錦上路4a號地盤公屋（地基及上蓋工程）

### 商業
- 油塘邨重建第4期大本型
- MegaBox
- 白石角科學園第1期

### 公共及解放軍建築
- 沙田污水處理廠遷入岩洞（僅連接隧道工程）
- 小西灣綜合大樓
- 青山醫院擴建
- 伊利沙伯醫院手術室大樓
- 香港消防及救護訓練學院
- 香港警察總部第2及3期
- 何文田政府合署
- 上水屠房
- 香港中央圖書館
- 香港文化博物館
- 香港兒童醫院（與瑞安建業合營）
- 香港中文大學醫院
- 槍會山軍營解放軍醫院
- 昂船洲海軍基地
- 所有香港駐軍建築保養
- 鯉魚門公園及渡假村及竹篙灣幻想道臨時疫症隔離營（直接委託）

### 交通及基礎建設
- 將軍澳48及59區地盤開拓工程
- 將軍澳創新園填海工程（與宏安公司聯營）
- 調景嶺爆破工程
- 沙田第4C及38A區爆破工程
- 竹篙灣（迪士尼樂園）基建工程
- 尖山隧道及沙田嶺隧道（與中國中鐵聯營）
- 彩雲道舊平山石礦場爆破工程
- 中環填海計劃第3期
- 安達臣道發展計劃爆破工程
- 香港國際機場一號客運大樓
- 西九龍填海工程
- 將軍澳－藍田隧道（禮頓51%-中國建築49%聯營）（合約總價為87.31億港元）
- 香港第四條過海鐵路（與五洋建設聯營）

### 教育機構建築
- 重置天光道官立中學、元朗信義中學及基秀小學（綑綁於天耀邨二期合約）
- 香港中文大學龐萬倫學生中心
- 香港中文大學伍宜孫書院
- 香港理工大學Z座
- 香港城市大學學生宿舍
- 播道書院
- 瑪利諾中學新校舍

## 外部連線
- 中國建築國際集團有限公司網址（页面存档备份，存于）